# ملوكة
ملوكة (بالإنجليزية: Melouka)‏ هو أحد قصور بلدية أولاد أحمد تيمي بدائرة أدرار التابعة لولاية أدرار بالجنوب الغربي الجزائري.

## أصل التسمية
سميت ملوكة بهذا الاسم لأن البلباليين إشتروها فصارت ملكاً لهم.

## النشاط الفلاحي
يعمل أغلب سكان قصر ملوكة في الفلاحة التي يغلب عليها غرس النخيل ويستعمل السكان تقنية الفقارة لتوفير المياه للسقي، نجد بأولاد أحمد فقارتين هما:

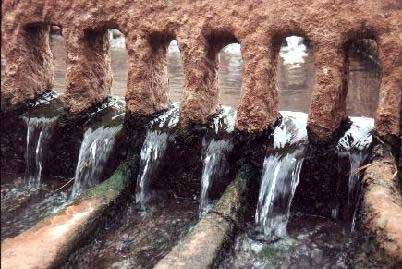
قصري لتقسيم ماء الفقارة

| إسم الفقارة  | عدد الآبار |
| ------------ | ---------- |
| الجابية      | 700        |
| ساقية العربي | 200        |
| سهيل         | 150        |

## الأعلام
1. سيدي الحاج بلقاسم البلبالي: وهو ولي صالح له ضريح بملوكة وتقام له زيارة سنوية.[2]
2. أبو عبد الله محمد البلبالي الفقيه قاضي توات.

ومن أعلام نهاية القرن التاسع عشر نجد:
1. سي امحمد بن سي لحبيب.
2. الحاج ديدي
3. سيد البركة بن عبد العزيز
4. سي الحاج محمد ولد الحاج عبد الحق
5. الحاج الصافي.